# Cai Huikang
Cai Huikang (蔡慧康S, Cài HuìkāngP; Shanghai, 10 ottobre 1989) è un calciatore cinese, centrocampista dello Shanghai Port.

## Palmarès

### Club

#### Competizioni nazionali
- China League Two: 1

Shanghai SIPG: 2007
- China League One: 1

Shanghai SIPG: 2012
- Campionato cinese: 3

Shanghai SIPG: 2018,  2023, 2024
- Supercoppa di Cina: 1

Shanghai SIPG: 2019
- Coppa di Cina: 1

Shanghai Haigang: 2024